# Jean Rodhain
Pour les articles homonymes, voir Rodhain.
Jean Charles François Rodhain, né le 29 janvier 1900 à Remiremont et mort le 1er février 1977 à Lourdes, est un prêtre catholique français, premier Secrétaire général du Secours catholique tel qu'il existe depuis 1946 (de 1946 à 1977) et, en son sein, le fondateur de la première cité qui sera rejointe par d'autres cités avant de devenir l'Association des cités du Secours catholique en 1990.

## Biographie

### Jeunesse et formation
Jean Rodhain naît le 29 janvier 1900 dans la ville vosgienne de Remiremont. Avec son lointain passé d’ermites et de moniales, Remiremont marque l’enfance et la jeunesse, la vocation et la vie spirituelle du futur prêtre.
Il est l’aîné d’une famille de deux enfants, qui comprend une sœur cadette, Élisabeth (Marie Anne Marguerite), née en 1902 à Remiremont, décédée en 1995 à Vauhallan, et qui deviendra elle-même moniale bénédictine à l'abbaye Saint-Louis-du-Temple, dans l'Essonne. Sa mère, Anna Bour, née en 1862 à Strasbourg, morte en 1950 à Meudon, est institutrice, et lui fait recommencer ses dictées et ses dissertations trois, quatre ou cinq fois de suite. Son souci de soigner l’orthographe, le style, le français le marque profondément. « L’habitude d’enlever dans les phrases tout ce qui est inutile, d’arriver à décortiquer les mots pour avoir un langage simple et clair, je le lui dois ». Avec son père, Charles (Stephen) Rodhain (né en 1850 à Albestroff, mort en 1929 à Remiremont) qui est épicier, Jean apprend à faire des colis, étant obligé, là aussi, de les recommencer plusieurs fois. Au fil des mois, il finit par estimer les tâches matérielles et le travail bien fait.
Jean Rodhain a toujours voulu devenir prêtre, il dit « Je voyais le dévouement pour la ville, les malades et les pauvres du curé de Remiremont et de  ses vicaires »[réf. nécessaire]. Au grand séminaire de Saint-Dié, un spécialiste de l’Écriture sainte, professeur d’exégèse, l’enracine dans l’Ancien et le Nouveau Testament. Cela l'imprégnera pendant toute sa vie. En 1971, il déclarera : « La vie de l’homme, c’est une suite d’échecs, une longue souffrance. En face de chacune de ces énormes difficultés, je reprends la Bible. Il n’y a rien de tel que la Bible pour se retrouver sur ses pieds ! »,.

### Prêtre catholique
Ordonné prêtre en 1924, il est nommé  vicaire à la basilique Saint-Maurice d'Épinal, où il a la responsabilité d’un quartier en partie ouvrier. Il prend des initiatives qui agacent son archiprêtre : il déplace du mobilier, enlève une nuit avec une équipe un monument qui défigure la nef, appuie deux groupes de jeunes, « début d’une section jociste »...
Muté à Mandres-sur-Vair et Norroy-sur-Vair, deux villages isolés dans la plaine des Vosges, l’abbé Rodhain devient curé de campagne. Pendant cinq ans, il s’immerge dans la vie rurale, une expérience formatrice dont il se déclarera plus tard « enchanté ».
En parallèle, il est nommé aumônier d’un groupe de la Jeunesse ouvrière chrétienne féminine (JOCF) que l’évêque vient de créer à Neufchâteau. Cette nouvelle charge est pour lui une véritable bouffée d’oxygène, malgré l’opposition de trois curés hostiles à la Jeunesse ouvrière chrétienne (JOC).
Au moins une fois par semaine, il anime la section féminine du petit canton vosgien (des ouvrières des filatures de Liffol-le-Grand se déplacent pour participer aux rencontres de Neufchâteau). Il réussit à gagner la confiance des familles et de leurs filles. Il faut dire que, énergique, il organise, innove et étonne : il prêche la charité tout en lançant des cours de cuisine, de comptabilité, de puériculture, en mettant en scène un spectacle.

### Aumônier fédéral de la JOC
Aumônier d’une fédération féminine de Paris Sud (JOCF) en 1934, il s’immerge dans le monde de la banlieue ouvrière. Durant les partages d’Évangile prévus par le mouvement, il invite les jeunes à méditer la Parole pour qu'elle « passe dans leurs vies ». En 1936, avec les premiers congés payés, il emmène quatre-vingts ouvrières aux Contamines, dans les Alpes. Un séjour propice à une action pastorale riche.
En juillet 1937, le premier congrès jociste se déroule au Parc des Princes. Chef d’orchestre de cette « paraliturgie », Jean Rodhain rassemble 80 000 jeunes pour célébrer le Christ présent au milieu de leur existence quotidienne. « Il voulait leur rendre la fierté en leur donnant conscience, à la lumière de l’Évangile, de ce qu’ils pouvaient apporter à leurs frères dans le monde du travail, de ce qu'ils apportaient au monde par la valeur même de leur travail, aussi humble fut-il. », témoigne Robert Prigent, alors militant jociste à Dunkerque, président du Secours Catholique de 1977 à 1983.

### Aumônier officiel des prisonniers de guerre et officieux des Travailleurs à l’Étranger
En juin 1940, alors aumônier de la 3e division cuirassée, Jean Rodhain est « obsédé » par l’armée prisonnière. « Je me sens « affecté » à ces 1 800 000 hommes, lié à cette armée de captivité. »
Un jour de l’été 1940, il peint sur le pare-brise de sa voiture l’inscription « Aumônier général des prisonniers de guerre ». Constamment appuyé par le cardinal Emmanuel Suhard, archevêque de Paris qui soutient le régime de Vichy, Jean Rodhain va pendant quatre ans sillonner les camps, d’abord en France puis en Allemagne. Il contribue à l’élaboration d’un fichier de tous les prisonniers de guerre en France, base d’un autre fichier permettant de fournir à chaque diocèse la liste de leurs prêtres détenus et leurs lieux de détention.
Menant des tractations avec les nazis, il cherchera sans succès à étendre le bénéfice de cette aumônerie officielle des prisonniers de guerre aux Travailleurs forcés français présents sur le sol allemand. À défaut d'être reconnue officiellement, elle existera clandestinement. En témoignent les entêtes de lettres adressées à l'Aumônerie des Travailleurs à l’Étranger par des prêtres présents sur le territoire nazi auprès des Travailleurs forcés. Courriers, livres religieux, missels, transiteront par cette adresse, comme les courriers publiés dans l'ouvrage Martyrs de la résistance chrétienne, victimes de la persécution nazie décrétée le 3/12/43 de C. Molette (Tome 1, éd. F. Xavier de Guibert, 1999).
En Allemagne, l’aumônerie a tissé ou facilité des liens entre les familles et des milliers de prisonniers : envoi dans les hôpitaux des stalags et oflags de colis confectionnés par des enfants, informations données au prisonniers sur un deuil survenu dans la famille ou « l'adoption » d’un stalag par un diocèse.
Il rencontre plusieurs fois le Maréchal Pétain et est décoré de l'ordre de la Francisque. Si le rôle de Pétain en sa faveur est toujours débattu, Jean Rodhain sera le seul homme d'Église à témoigner à décharge au procès du maréchal, lui rendra visite ensuite en tant qu'aumônier général des prisons et par fidélité à « l'oeuvre de charité du maréchal » en faveur des prisonniers de guerre, et veillera sa dépouille avant ses funérailles, participant ensuite au service funèbre à la mémoire du maréchal, en juillet 1951 à l’église Notre-Dame-de-Bon-port. Il adhère à l'Association pour défendre la mémoire du maréchal Pétain (A.D.M.P.),. Il déclare en 1975 être « toujours resté fidèle » à Pétain. « le lien était personnel et non pas idéologique ». Après sa mort, son soutien au réseau ecclésiastique qui aide la cavale du criminel de guerre Paul Touvier jusqu'à la fin des années 1980 sont révélés.

### Chef de l'aumônerie catholique aux armées
Même si Jean Rodhain était ouvertement pétainiste, le 10 novembre 1944, le général de Gaulle le confirme en tant qu’« aumônier des prisonniers et déportés » et le nomme par décret « chef de l’aumônerie catholique aux armées ». Il conservera cette responsabilité jusqu'en 1946. « Des dizaines de fois, expliquera-t-il, je me suis posé la question : Est-ce que le fait de refuser l’armistice, d’être fidèle à ce qui avait été promis aux Anglais avant juin 1940, ne m’obligeait pas à rejoindre Londres ? J’ai voulu rester au service des prisonniers. Je crois que tous mes amis de la Résistance m’ont compris ».

### Les Missions vaticanes
À la fin de la guerre, Jean Rodhain effectue des démarches au Vatican afin d’obtenir une présence chrétienne auprès des déportés (en mai 1945, des malades mouraient encore faute de soins, de médicaments et de secours au camp de concentration de Bergen-Belsen, au sud de Hambourg). Le 17 novembre 1944, une lettre de Giovanni Montini , substitut à la Secrétairerie d’État et futur pape Paul VI, lui ouvre la porte à l’organisation des « Missions vaticanes ». « En mars 1945, avec l’accord du gouvernement français, je suis parti prendre contact avec les premiers stalags libérés près de Darmstadt. ».

### Fondation du Secours catholique
« En 1941, chaque jour renforce dans l’esprit de l’aumônier des prisonniers de guerre l’idée d’une grande centrale catholique de charité (...). De l’histoire de l’aumônerie générale, cent faits en font la cellule mère effective du Secours Catholique : l’entêtement que [Jean Rodhain] apporte à forcer les frontières, à triompher des chicanes que lui cherchent les autorités allemandes, à dominer la pusillanimité et les rivalités de services du gouvernement de Vichy (...). Il y a chez le prêtre l’implacable volonté d’imposer la charité, par-dessus les barrières dressées par les nations (...).
Catholique implique [pour lui] Rome et l’Église mais aussi l’éclatement de l’action caritative bien au-delà du terrain confessionnel et national, du domaine spirituel. Dans la ligne de cet impératif, tous les problèmes de ravitaillement, de rapatriement, que posera la débâcle allemande, font l’objet d’un mémoire adressé début 1943 au Vatican. À Paris même, des équipes sont formées à cette mission particulière, prélude aux missions du Secours Catholique (...). ».
Le 17 novembre 1944, le pape Pie XII accorde toute sa confiance à l’aumônier. Il lui écrit : « Aussi bien, nous a-t-il semblé que vous seriez particulièrement qualifié pour organiser une œuvre destinée à fournir l’aide appropriée à cette foule infortunée… »
En mars 1945, Jean Rodhain se rend en Allemagne, dans la région de Darmstadt, pour enquêter sur les besoins des premiers prisonniers délivrés. « L’aumônerie fournit ses équipes : six aumôniers, des médecins, infirmières, assistantes sociales, dépanneurs, conducteurs. Des soins à la pharmacie, du secours spirituel aux messages des familles, de l’alimentation aux vêtements, tout est prévu (...). Le premier convoi parti sur les routes allemandes circule sous le pavillon du Comité international de l’aumônerie catholique, lequel s’intitule également Comité Catholique de Secours. Nous voici très près du Secours catholique (...) ».
Lourdes, le 8 septembre 1946. Jean Rodhain annonce que l’Assemblée des cardinaux et archevêques de France vient de décider, en mars, la fondation du Secours catholique. À celui-ci d’exprimer désormais, au nom de l’Église catholique, la charité du Christ auprès des plus pauvres. Le nouveau-né est le fruit de la fusion imposée par l'épiscopat du Secours catholique international, dont « l’objet est l’organisation des secours aux civils, victimes de calamités exceptionnelles », et de l’œuvre fondée par l’abbé Jean Rodhain, « l’aumônerie générale des prisonniers de guerre », qui a créé le Comité international de l’aumônerie catholique et le Comité catholique de secours.

### Jean Rodhain, secrétaire général puis président du Secours catholique
En 1946, le Lorrain, âgé de quarante-six ans, devient secrétaire général du Secours catholique. Visionnaire, il va incarner une charité à la fois inventive et efficace, aussi bien à l’échelle nationale qu'internationale. Il quitte cette fonction en 1972, trois ans après avoir été élu président de l’association. Une responsabilité qu’il gardera jusqu’à sa mort en 1977.
Il est en même temps aumônier général des prisons.
Désigné « prélat d’honneur de Sa Sainteté » en 1950, puis protonotaire apostolique en 1962, il peut se faire appeler « monseigneur » (Mgr).

### Expert au Concile Vatican II
Lors du concile Vatican II, qui se déroule d'octobre 1962 à décembre 1965, il est nommé expert par Jean XXIII et participe donc aux travaux de ce grand événement. Peu avant le début des travaux, il s’interroge : « Saurons-nous, en face des  rapatriés, des affamés, des prisonniers, dépasser les formulaires et les distributions et prier le Seigneur tout-puissant pour obtenir cette charité vivante, cette eau vive ? ».
Le 14 août 1963, rapporte Gaby Lanciau, ancien délégué diocésain du Secours catholique, il martèle : « Rien dans les préparatifs du Concile n’évoque les pauvres. C’est le pape qui, le premier, avant l’ouverture, proclama que l’Église est d’abord l’Église des pauvres. Et, comme un bruit de fond, un bruit imprévu, inattendu, l’écho rebondit (...). Ce fut comme une litanie de ces pasteurs parlant de leurs peuples et de leurs pauvretés : masses sans travail, peuples sans pain, familles sans toit. »
Louis Gaben, alors responsable de l’Animation et du service Jeunes, secrétaire général de 1974 à 1985, se souvient, lui, des « travaux que Jean Rodhain suivit jusqu’à la dernière séance du Concile au sein de la commission ayant trait au diaconat et à l’apostolat des laïcs. Un soir, le patron me fait part de sa joie de voir avancer la cause du diaconat permanent auprès des Pères conciliaires. S’étant battu depuis longtemps pour faire reconnaître ce diaconat dans l’Église universelle, il m’invite à choisir dix délégués diocésains du Secours catholique qu'il souhaite voir participer à une session ouverte aux laïcs dans la mouvance du Concile. Pour lui, le diaconat ne pouvait, à l’exemple de Saint Laurent, qu'être celui de la charité évangélique vécue et révélée au quotidien par chaque diacre ordonné pour ce service ecclésial. »
Au-delà de cet engagement fort, le secrétaire général du Secours catholique reste fidèle à lui-même. Courriers, notes, avis… : tous les moyens de ce qui constitue (presque) un lobbying avant l’heure sont bons, à ses yeux, pour tenter de convaincre les participants d’établir une vraie théologie de la charité. Durant des mois, il insiste inlassablement sur l’importance du travail pédagogique, d’éveil et d’éducation à la charité.

### Président de Caritas Internationalis
Jean Rodhain accède à la présidence de l’organisation internationale catholique, Caritas, le 9 septembre 1965. Celle-ci fédère alors soixante-sept Caritas nationales, associations caritatives catholiques à l'image du Secours catholique. Il préconise une aide au développement « adaptée » aux besoins locaux : « Face à un monde qui change très vite les formes anciennes de la charité ont besoin de s’adapter sans cesse. »
Le président est sur tous les fronts (il effectue un second mandat de 1969 à 1972). En 1965, Caritas Internationalis organise des collectes de solidarité « en faveur de la population du Vietnam, celle du Nord comme celle du Sud ». Jean Rhodain s'élève à plusieurs reprises contre les bombardements américains,,. En 1966, confronté aux victimes de la famine en Inde, il rassemble soixante-douze camions pour transporter les dons envoyés par les Caritas. Après la guerre des Six Jours, en juin 1967, il se bat pour que l’aide parvienne aux réfugiés palestiniens. En 1969-1970, il s’engage totalement dans la tragédie biafraise,. En 1971 Carl Vath est devenu son successeur.
Le 17 février 1971, hôtes de l'Association des informateurs religieux, Rodlhain et le pasteur René Cruse, secrétaire général du Mouvement international de la réconciliation, critiquent les ventes d'armes françaises aux pays du Tiers monde.
Le 8 septembre 1976, Jean Rodhain intervient dans Messages, la revue mensuelle du Secours Catholique, à l’occasion du trentième anniversaire du Secours Catholique. « Dans trente ans, nous serons au XXIe siècle. Un monde différent réclamera un partage transformé. Il s’agit de s’éveiller et d’inventer. Nous sommes les invités des noces de Cana. La charité est toujours jeune, comme un vin nouveau. »
Il meurt le 1er février 1977 à la cité Saint-Pierre de Lourdes.

## Dates-clés de son action au Secours catholique
- 1947-1949 : trois campagnes d’éveil de l’opinion

En mars 1947, au cours de la « Campagne pour les malades », le Secours catholique collecte des vêtements, vivres, jeux, livres… pour les rescapés des camps de concentration, les prisonniers affaiblis par les privations, et les enfants privés du nécessaire en lait et en vitamines. Jean Rodhain en éprouve de la « joie » car, au-delà des dons, des colis confectionnés, « c’est le souci de l’autre, cet éveil à la personne malade et proche » qui comptent pour lui.
En mars 1948, c’est la « Campagne des berceaux ». Le Secours catholique invite les Français à aider les jeunes foyers démunis : dons de berceaux, de biberons, de lait, de layettes… « Des misères ont été découvertes, des bonnes volontés éveillées,  –. La réussite de cette campagne a accrédité le Secours Catholique auprès de l’opinion et des pouvoirs publics ».
La « Campagne des vieillards » lui succède en mars 1949. Il s’agit de fixer l’attention de l’opinion sur les difficultés de ces victimes de la guerre « au budget impossible à équilibrer, à la nourriture et au chauffage insuffisants… », affirme Jean Rodhain. Il s’agit « de faire découvrir au sceptique que ce vieillard aux trois repas par semaine n’est pas un fait divers de journal mais un fait réel à deux pas de son appartement ».
- 1951 : les bases de Caritas Internationalis posées

En octobre 1951, Jean Rodhain participe à Rome à la naissance de l’internationale de la charité, fruit de cinq années d’efforts, notamment les siens (en 1947, « à l’appel du Secours Catholique, 22 nations se réunirent à Paris pour préparer un projet et des statuts, sous la présidence du nonce apostolique ». C’est « un lien de charité entre les « Secours catholiques » de tous les pays du monde » qui se met en place, se réjouit-il à la une de ce même numéro. Les bases de la fédération Caritas Internationalis sont ainsi posées par un de ses fondateurs.
- 1953-1954 : une cité de toile face à l’hiver qui tue

Alors que des sans-abri meurent de froid à Paris, l’abbé Pierre et Jean Rodhain se concertent, mobilisent diverses organisations humanitaires et les Français. En 1954, en quatre jours, une cité d’urgence voit le jour Porte d’Orléans, à l’initiative du Secours Catholique : « 250 lits, un réfectoire, une infirmerie, un vestiaire, un centre social et une chapelle sont installés sous 21 tentes », précise Christophe Henning .
Jean Rodhain en appelle aux autorités : « La cité-secours en toile rend service. Elle est une solution provisoire. Les toiles fragiles crient elles-mêmes au secours pour la construction définitive de notre cité-secours », déclare-t-il le 2 mars 1954 au président du Conseil, Joseph Laniel. La cité-secours Notre-Dame ouvre ses portes le 29 décembre rue de la Comète à Paris.
- 1955 : une aide spirituelle aux catholiques vietnamiens en fuite

Le 10 janvier 1955, pendant la guerre du Vietnam, Rodhain visite les camps du Sud où survivent 600 000 personnes déplacées du Nord, des catholiques qui fuient devant le Viet Minh. À côté des secours d’urgence, il innove en personnalisant l’aide spirituelle. Les diocèses français sont invités à parrainer les camps (quatre-vingt neuf le font) : trois cents bréviaires, trois cents calices et soixante millions de francs sont envoyés à ces victimes de la guerre.
- 1957 : naissance des « kilomètres de Soleil »

Le secrétaire général du Secours catholique veut entraîner les enfants qui suivent le catéchisme dans la spirale du partage. En 1957, le jeu sous forme de puzzle Vingt francs de soleil leur propose de financer les vacances de jeunes de familles pauvres en leur permettant de « Quitter la rue sans soleil de leur ville ». C’est la première édition de la campagne annuelle dite des Kilomètres de Soleil« Comme toujours, l’espoir surgit de l’enfant qui ne calcule pas mais qui vit, de l’enfant qui est l’espérance ».
- 1959 : la catastrophe de Fréjus

Le mercredi 2 décembre 1959, le barrage de Malpasset cède brusquement. À Fréjus, le fleuve d’eau, de boue et de rochers libéré entraîne la mort de 427 personnes et en met à la rue 2 000. Sur place le samedi, Jean Rodhain déclare vouloir « redonner l’espoir aux sinistrés en construisant, immédiatement, trois ou quatre maisons. On suivra notre exemple et ces gens seront relogés ». De retour à Paris le lundi à 8 h, il réunit dans son bureau, « à 10 h, des architectes et ingénieurs. À 11 h, nous avions acheté trois maisons. À 11 h15, accord conclu avec la municipalité de Fréjus pour le terrain. Le mardi, départ des camions avec les éléments préfabriqués ».
En huit jours, l’efficacité de Jean Rodhain fait merveille, en lien avec le service Urgences du Secours Catholique : terrain assaini, voirie et fondations des maisons réalisées, mise en place et équipement de celles-ci, raccordement aux réseaux d’eau potable, d’électricité, de gaz… Trois familles sinistrées peuvent s’installer chez elles ! Un bouquet de fleurs les y accueille. Une marque d’attention signée Rodhain.
Jean Rodhain rédige pendant la guerre d'Algérie un rapport sur les camps de regroupement dans ce pays et sur la sous-alimentation qui y sévit.
- 1961 : les premières microréalisations

Le secrétaire général du Secours catholique privilégie à partir de 1961 les microréalisations. Elles ne tombent pas du ciel dans ces villages de Haute-Volta (Burkina Faso) où les premières sont lancées. « Elles naissent », écrit Charles Klein, « des besoins des villageois et se réalisent dans la coopération - et la participation -  entre ceux qui, là bas, ont fait leurs plans, établi leurs devis, fournissent leurs bras, et ceux qui, ici, donnent des moyens ».
La méthode des « microréalisations », c’est aux yeux de ce pédagogue de la charité un formidable levier pour le développement du tiers-monde car c’est à la fois simple, parlant et éducatif. « C’est l’eau pure au village, l’outil plus performant, le champ mieux sarclé et mieux fumé, le stage de formation agricole », explique encore Charles Klein. Christophe Henning cite, lui, ce texte du promoteur des « micros » (publié le 4 février 1971) : « Il ne s’agit pas seulement de creuser un puits dans la brousse. Il s’agit d’intéresser le plus de monde possible à son forage. C’est plus difficile que le forage lui-même mais c’est plus éducatif ».
- 1962 : un navire-hôpital pour des rapatriés d’Algérie

« Nous accueillerons nos frères d’Algérie à bras ouverts, et à cœur ouvert », écrit Jean Rodhain. « Qu’ils le sachent bien ! » De fait, il se bat pour qu’un accueil digne soit réservé aux rapatriés de retour en métropole. À cet effet, il rencontre à Marseille le maire, le préfet et le président de la chambre de commerce. À Paris, en compagnie du pasteur Wetzel, de la Cimade, il négocie pendant une journée l’affrètement d’un navire-hôpital - pouvant transporter d’Alger à Marseille environ cinq cents personnes – avec, successivement, les ministères des Rapatriés, de la Marine de guerre, et de la Marine marchande.
Lorsque les deux responsables demandent à ce dernier ministère l’obtention d’un paquebot italien, a priori disponible, ont-ils appris, à partir de Gênes, ils se heurtent à des « difficultés administratives apparemment insurmontables ». C’est finalement la présidence du conseil qui donne son accord. À charge, pour la Cimade et le Secours catholique, « d’assumer la réinstallation des réfugiés infirmes ».
Le 30 juin 1962, l’Azemmour accoste quai du Maroc à Marseille. En descendent, quatre cents personnes malades, des handicapés et des enfants, tous sans famille. En montant cette opération, Jean Rodhain a pris un risque considérable, dira Jacques de Bourbon Busset, alors président du Secours catholique, « parce que personne d’autre n’aurait osé le prendre » ».
- 1969-1970 : guerre au Biafra et pont aérien des Caritas

« Je reviens du Biafra bouleversé », écrit le secrétaire général du Secours catholique - alors également président de Caritas Internationalis . « Partout, le même spectacle dans des hangars interminables : des mères, immobiles statues, présentent ces minuscules choses grises que sont leurs enfants victimes du kwashiorkor, cette maladie de la faim ».
Il s’engage à fond aux côtés de ces enfants. Avec les Églises chrétiennes, il organise un pont aérien dans le réduit biafrais. Des avions transportent dans des conditions périlleuses des tonnes de lait, médicaments, semences, savons… Dans le même numéro de Messages, Jean Rodhain note que ces vols de nuit - « près de 4 000 atterrissages » effectués depuis le début de l’« opération survie » - sont « une réalisation aux dimensions jamais atteintes par les Églises ».
Aux bénéficiaires qui s’interrogent sur l’origine des dons il affirme : « Ce que vous recevez provient des collectes des paroisses, des collèges, des enfants du monde entier : c’est un réseau qui vous alimente, la véritable Église vivante ». Janvier 1970 : mandaté par le Vatican auprès du général Gowon, le vainqueur nigérian, Jean Rodhain obtient de ce dernier l’ouverture d’un couloir de la charité.
- 1972 : rencontre de l’Espérance pour les jeunes

Du 29 avril au 1er mai, se déroule à Lourdes une grande première : un rassemblement national de 1 500 jeunes et de leurs amis (handicapés, marginaux…) au Secours catholique. Pour Rodhain, les jeunes ne peuvent plus être regardés par l’association comme des supplétifs. Il faut leur faire confiance et les mettre en marche. « Ou ils sont simplement « admis » au sein des délégations diocésaines, alors ils ne resteront pas. Ou ils sont « compris », alors le travail en commun sera possible , ».

## Organisation de la charité
- Valises-bibliothèques pour les soldats

Soldat de 2e classe durant l’hiver 1939-1940, le Lorrain est affecté à la fondation d’un foyer du soldat à Épinal. « Je me suis appliqué à fonder un système de valises-bibliothèques pour alimenter tout le réseau des Foyers du soldat à travers l’ensemble des divisions stationnées dans les Vosges ».
- Valises-chapelles, livres religieux… pour les prisonniers de guerre, et officieusement pour soutenir les Travailleurs forcés

Durant l’automne 1940, l’aumônerie des prisonniers de guerre, qui a pour but d’aider les prêtres et les fidèles prisonniers (en suscitant, orientant et coordonnant tous les secours possibles), s’organise, sous la houlette du Cardinal Suhard. L’archevêque de Paris « accrédite l’abbé Rodhain auprès des autorités françaises susceptibles d’intervenir au profit des prisonniers ».
L’aumônier peut alors se lancer à l’assaut, avec sa petite équipe, des difficultés pratiques considérables qui l’attendent. Car les « valises-chapelles » succèdent aux valises-bibliothèques : à lui et à ses collaborateurs de trouver les missels, chasubles de soie, aubes, calices, patènes, timbales…qu’elles doivent contenir et de dénicher les valises en fibre de carton elles-mêmes. Jean Rodhain demande à un ami d’adapter le missel à la situation particulière du prisonnier de guerre. Ce travail effectué, il faut obtenir l’imprimatur de l’archevêque, mettre la main sur un imprimeur, faire débloquer le papier… « Que de démarches suivies de constats d’impuissance, de réponses dilatoires, que de recours à l’ingéniosité persévérante… ».
Les obstacles s’accumulent, notamment du fait des autorités allemandes, mais les envois de valises-chapelles et de colis liturgiques (vin et hosties) aux détenus se multiplient en 1941 (en France et en Allemagne). Le service librairie mis en place permet de collecter, d’acheter et d’expédier, entre mars et août, 143 000 livres religieux aux aumôniers de camps. En 1942, des « prières du prisonnier » (plus de 500 000 exemplaires) et des Évangiles (plus de 300 000 exemplaires) parviennent également à ces hommes.
Des valises chapelles permettront de célébrer des messes clandestines au sein des Travailleurs français sur le territoire allemand. Un militant jociste, Camille Millet, sera même arrêté par la Gestapo, porteur d'une valise chapelle dans ses affaires. Elle servait aux prêtres français pour célébrer des messes.
Par ailleurs, Jean Rodhain lutte pour l’application de l’ordonnance allemande de mai 1941 relative à l’exercice du culte dans les camps. Face à l’hostilité et à la mauvaise foi de certains responsables, « il appuya constamment l’action persévérante des aumôniers, [par exemple] en proposant des solutions pratiques et en obtenant finalement une amélioration de la liberté d’action des prêtres prisonniers et de l’exercice du culte ».
- Les « Missions vaticanes » au service des déplacés

Début 1945, Jean Rodhain savait qu’à la fin de la guerre la situation des prisonniers dans les camps en Allemagne serait toujours délicate : les uns ne pourraient regagner leur pays pour motif politique, les autres pour raison de santé. Le Vatican lui ayant donné son feu vert, il mandate le père Lesage pour animer les « Missions vaticanes », service d’aide aux personnes déplacées (soins aux malades, recherche des disparus…) destiné, au-delà de l’Allemagne, à l’Europe centrale.
Mais Jean Rodhain prend la main dès qu’une question pratique doit être résolue en urgence. Lorsque les camions prévus pour l’opération afin de transporter vivres, matériel médical, personnel… demeurent introuvables, il intervient. Il réussit à en dénicher onze en contactant une bénévole, dont le mari, directeur général des usines Renault, est détenu dans un camp de concentration. Ce qui rend furieux un ministre  : « Quand je veux un camion Renault pour mon ministère, je ne puis l’obtenir, mais Rodhain en voulait onze, il les a eus, et cela pour partir en Allemagne ».
- Le besoin d’une organisation internationale

À la lumière du « témoignage de présence » efficace auprès des anciens prisonniers qu’ont été les Missions vaticanes, Jean Rodhain tire les leçons du déficit d’organisation de l’aide humanitaire de l’Église catholique pendant la guerre  : « Nous avons tellement souffert, au début de la guerre, de l’absence d’organisation dans le domaine de l’assistance ! Pour celle aux prisonniers de guerre, nous avons perdu au moins deux ans à tâtonner, à nous rendre compte de la situation, à faire les fichiers, à assurer une présence des aumôneries judicieusement répartie. Si on avait pu s’appuyer sur une organisation internationale qui aurait eu plus de crédit que nous… »
Avant de fonder le Secours Catholique il « va voir de près les organisations gigantesques montées par les catholiques américains ». « Au point de vue de la méthode, de l’efficacité, des procédés rationnels, ils sont incomparables. En cela, il y a bien des choses à copier, sans les imiter servilement ».
- La naissance des délégations diocésaines

« C’est le travail de constitution du réseau, ramifié aux plans diocésain et paroissial, qui est notre plus grosse préoccupation », déclare  Rodhain en 1975. Fin 1946, il remet à ses collaborateurs une « note d’orientation »  sur l’esprit dans lequel devront travailler les futures délégations diocésaines. S’inspirant de la lettre envoyée le 23 septembre par Montini, bras droit du pape Pie XII et futur Paul VI, à François Charles-Roux, président du tout nouveau Secours Catholique, elle détaille leur tâche. « Il est souhaitable que dans chaque diocèse un organisme existe, synchronisé sur les buts et moyens envisagés par le Secours Catholique pour :

- répondre aux misères immédiates, criantes (veuves de guerre, malades abandonnés, sinistrés non logés…),
- susciter un secours en face d’une misère non secourue,
- représenter les « charités catholiques » en vue des demandes coordonnées à faire à l’étranger ou des secours à y envoyer,
- participer aux  efforts en vue d’une coordination internationale de la charité catholique[61] ».

Pour appliquer ce programme, Jean Rodhain demande aux délégations d’organiser leur autonomie financière, « chacune devenant capable d’assumer sa gestion, et un travail de recensement et de conquête des bonnes volontés en mesure de se donner ». Pour recruter son personnel, il n’a pas à chercher bien loin. Les aumôniers et laïcs actifs au sein de l’aumônerie générale des prisonniers de guerre vont constituer le « terreau » du réseau qui se met en place.
- Une administration solide

Pour le nouveau secrétaire général du Secours Catholique, la charité doit être associée à une administration solide. Or celle-ci, même dans sa phase embryonnaire, n’existe pas. Au sortir de la guerre, il y avait uniquement à Paris, au siège, une personne chargée de la caisse et de la comptabilité et une autre du parc automobile. À côté du « cœur » il faut un « squelette », dit-il.
Le 15 février 1947, il écrit dans le « bulletin de liaison » du Secours Catholique, sous le titre « Mystère et administration » : « Avez-vous jamais entendu qu’à Nazareth Jésus ait construit ses charpentes de travers ? Ce cœur aimant plus que tous les autres cœurs a su administrer la « Maison de son Père » ! Si dans une délégation les employés ne sont pas assurés, si les allocations familiales ne leur sont pas payées, la charité perd alors tout son sens… On en arrive là quand on remplace l’administration par de la sentimentalité ! »
- Le prix incomparable d’un colis personnalisé

Jean Rodhain a le geste qui fait mouche. Aumônier des prisonniers de guerre, il fait envoyer à ceux soignés dans les hôpitaux des camps en Allemagne des colis confectionnés par des enfants. Responsable du Secours Catholique, il reste fidèle à cette stratégie de proximité.
En 1975, deux ans avant sa mort, il déclare au père Guichardan  : « Jusqu’à la fin de ma vie, je resterai convaincu du prix d’un colis. Les gestes pratiques ont de l’importance dans la vie et dans la mystique de tout le monde : il faut s’en rendre compte ! Dans les prisons françaises, le détenu qui ouvre un colis, y trouve un morceau de lard ou de saucisson qui lui rappelle les odeurs de sa terre natale, un mouchoir avec ses initiales brodées par sa petite fille, [est immergé dans] ces souvenirs familiaux. Ils entretiennent la solidité d’un foyer ».

## La théologie de la charité

### Une théologie du partage sous-développée
La charité, pour le fondateur du Secours Catholique, c’est le contraire d’une vieillerie. « C’est l’exercice de l’amour du prochain par les moyens appropriés ».
La charité ne passera pas, affirme-t-il avec force, paraphrasant Jean, « l’apôtre de la charité ». Sève qui monte sous l’écorce, elle procure visiblement de la joie à Jean Rodhain car elle est par nature « brûlante, comme le dit Saint-Paul ». « Elle est en avant, en plein vent, œuvrant dans les courants d’air de la vie quotidienne, aux prises avec de multiples travaux d’intervention et de partage ».
En novembre 1960, il écrit  un article intitulé La charité regarde vers demain : « Charité, mot périmé ? Sont seuls périmés les cerveaux embrumés qui ne savent plus trouver de saveur à cette réalité pleine de jeunesse et d’avenir : l’actuelle charité ».
S’il y a un chantier sur lequel Rodhain se tient sans cesse en première ligne c’est bien celui de la théologie de la charité : « Elle est sous-développée, elle n’a pas été creusée et travaillée », déplore-t-il en 1975. « Je ne serai tranquille que lorsque je serai arrivé – mais j’en suis encore très loin – à ce que, à l’Institut catholique de Paris ou ailleurs, il y ait une chaire d’enseignement de cette matière et qu’au catéchisme elle soit traitée dans un chapitre ».

### Un enseignement éclairé de la charité
Charles Klein publie  l’intervention en mai 1976 de Jean Rodhain à l’assemblée générale du conseil pontifical Cor Unum. « Les responsables locaux de l’action charitable ont faim d’un enseignement éclairé de la charité. Les chômeurs de la charité ont besoin d’un éveil à la théologie du partage. De la catéchèse aux soutenances de thèses théologiques il reste un travail d’actualité à réaliser pour réhabiliter et rajeunir la notion de charité : du même coup, on préparera à longue échéance un regard plus lucide sur les problèmes de développement et de partage – et donc de coordination ».

### Une charité intelligente
Une charité enracinée dans la Bible, vivante, généreuse, rajeunie, mais aussi intelligente. On sent que cette dernière qualité tient spécialement à cœur au Secrétaire général du Secours Catholique. Il cite pour sa démonstration l’Évangile de Luc , : « Le Bon Samaritain n’était pas au stade de l’aumône aveugle. Il savait prévoir une action dans le temps. Il savait s’en remettre aux spécialistes capables d’héberger et de soigner. Il savait cotiser pour ce travail. Il avait une charité intelligente. Il n’est pas défendu à la charité d’être intelligente ».

### La fondation Jean-Rodhain
Désireux de promouvoir l’étude de la théologie de la charité, Jean Rodhain demande à des théologiens et à des historiens d’y travailler. À eux d’écrire, soit des articles dans Messages du Secours Catholique, soit des ouvrages édités par les « Éditions SOS » (fondées par lui en 1949). Il met également en place le service « Études-charité ». Et des collections intitulées Figures de la charité ou Pionniers de la charité voient le jour. « Dans la bibliothèque du Secours Catholique, qu’il a voulue [centrée sur] la charité, on trouve sur ce thème une monumentale anthologie de textes qui parcourt les vingt siècles du christianisme ».
En 1981, des amis de l’ancien « patron » du Secours Catholique (mort en 1977) créent à Paris la Fondation Jean-Rodhain. Actuellement[Quand ?] présidée par Gérard Defois, évêque émérite du diocèse de Lille, sa vocation est de « promouvoir un approfondissement de la réflexion sur le concept d’amour du prochain, en déduire les enseignements appropriés et contribuer à rajeunir la vertu de la charité et en favoriser un nouvel essor ». Ce « concept d’amour du prochain » est notamment transmis au cours des colloques que la Fondation organise régulièrement et au moyen des six chaires « Jean-Rodhain » présentes dans les six facultés catholiques de théologie ».

### Les «chômeurs de la charité»
« Il y a un tel potentiel d’amour, de partage, de talent, et d’action qui somnole chez nos compatriotes », affirme Jean Rodhain. Avec sa passion intérieure coutumière, il s’emploie à le réveiller : « La masse des chômeurs de la charité attend d’être embauchée au service du prochain. Comme le paralytique, elle a besoin d’un entraînement vers le partage réel, elle attend une invitation sur le chantier du service des plus pauvres et un éveil ». Pour le champion d’une charité « incarnée », il faut sortir de la tendance individuelle à se cantonner dans le verbe (« déclarer », « proclamer », « affirmer »…), davantage payer de sa personne et servir « Même si cela coûte. Surtout si cela coûte ».

### Le donateur s’ouvre à Dieu
Il y a une « théologie du don » chez Jean Rodhain. Car pour lui le don a Dieu pour objet. « Celui qui donne se détache de son don, il se brise, il s’ouvre du même coup à Dieu ». En 2004, le père Luc Dubrulle, actuellement délégué général de la Fondation Jean-Rodhain, a présenté une étude sur La conception du don chez Jean Rodhain. « Pour Jean Rodhain, donner, secourir, c’est être au rendez-vous de l’incarnation. Le don est adoration devant le Seigneur de la crèche. Il est aussi un embrayeur anthropologique : l’homme qui donne est entraîné dans un mouvement qui transforme son existence. Il est poussé à entrer dans une meilleure considération de l’autre, il est éduqué au réel. Le don élargit la vision et donc génère d’autres manières de donner ou de se donner ».

## Le pédagogue
Face à la somnolence qui, selon Jean Rodhain, guette les citoyens, le Secours Catholique doit être une « entreprise de pédagogie » qui éveille sans cesse à la charité. « Notre Seigneur n’a jamais voulu tranquilliser tout le monde ». Ce grand pédagogue insiste sur la nécessaire sensibilisation du citoyen à des situations sociales diverses.
« Combien de personnes viennent aider des femmes qu’on recueille dans une cité puis se rendent compte que tout ceci provient d’un problème familial et s’orienteront, grâce à cette découverte, vers des mouvements familiaux ! D’autres, ayant pris connaissance de certaines situations, se rendent compte que le problème c’est le salaire, un juste salaire, et s’orienteront vers des initiatives syndicales ».
La charité doit précéder la justice sociale, la préparer, répète Jean Rodhain. En sortant de l’ombre des détresses sociales, la première entraîne à terme la mise en œuvre de la seconde : « Dix ou cinquante ans plus tard », affirme-t-il, le législateur adoptera des lois sociales issues de l’exercice de la charité. Vous me reprochez de faire de la politique, lance-t-il à l’intention de ceux qui refusent de le suivre sur ce point ? Exact, je fais de la politique, répond-il courageusement.
Par exemple, face aux variations du prix mondial du cacao et du café (en 1973), Jean Rodhain dénonce les conséquences humaines : « Chaque variation peut apporter la ruine – et la famine – à des milliers de petits planteurs d’Afrique équatoriale ou du Brésil. Il y a un voile obscur sur les hommes et leur dépendance… » De même, explique-t-il, « la charité peut, demain, conduire le législateur à influer sur les structures internationales et y faire pénétrer une justice éclairée ».

### L’homme de la «com»
« Si j’avais à choisir entre un chèque et micro, je choisirais le micro. Car la vérité est la première des charités ». Pour que le projet du Secours Catholique soit une pédagogie de la charité, Jean Rodhain a très vite développé toute une panoplie d’initiatives en matière de communication. Créer la formule, jouer des symboles, travailler l’écriture, utiliser des images, entretenir des relations suivies avec des journalistes, surprendre, monter des campagnes d’opinion, tout était fait avec efficacité et grand art.
Celui qui comme aumônier de la Jeunesse ouvrière chrétienne féminine (JOCF) avait conduit la grande paraliturgie au parc des Princes avant la guerre sera, le 8 septembre 1946, l’artisan du pèlerinage du retour à Lourdes : « Les prisonniers vont porter à la grotte de Massabielle leurs années de privations, d’angoisses, de prières secrètes et de messes clandestines ». Le même sens de la mise en scène sera une des signatures de Jean Rodhain quand, en 1966, il fera bénir par Paul VI sur la place Saint-Pierre de Rome la centaine de camions en partance pour l’Inde sinistrée.
Avant la lettre, Jean Rodhain créé des évènementiels pour appuyer ses campagnes de sensibilisation et de mobilisation de l’opinion. On le retrouve sur les Champs-Élysées avec Jean Nohain pour celle des « Berceaux » (1948). Ou encore place du Tertre à Montmartre pour lancer avec Bourvil l’opération « Pinceaux » (1949). Il avait même confié, un été, à un jeune stagiaire, qui deviendra plus tard Secrétaire général, le soin de présenter le Secours Catholique lors d’une tournée du cirque Franchi.

## Un style, un art de la formule, un regard sans complaisance
Jean Rodhain, c’est aussi des relations suivies avec les journalistes : Henri Fesquet (Le Monde), Jean Bourdarias (Le Figaro), André Vimeux (Témoignage chrétien), Juliette Gallet (La Croix), Guy Mauratille (Le Pèlerin) ou encore Madeleine Garrigou Lagrange (Ouest-France), tous membres de l’Association des journalistes de l’information religieuse. Jean Rodhain les invite souvent chez lui pour faire passer son message. Sur le terrain des urgences internationales, jouant souvent de sa double casquette (Secours Catholique et Caritas Internationalis), il emmenait certains grands reporters, tel Christian Brincourt (RTL).
Jean Rodhain, à travers ses éditoriaux dans Messages du Secours catholique, c’est un style, un art de la formule, un regard sans complaisance mais d’une modernité exceptionnelle qui savait raconter l’histoire de l’Église dans le monde d’aujourd’hui : « Au lendemain de la Pentecôte, donc au premier jour de l’Église, à quoi est consacrée la première page du premier discours du premier pape ? A une question d’alcootest : le pape doit démontrer aux contestataires que les apôtres ne sont pas ivres ».
On sait que Jean Rodhain était un être très secondaire. Il était de ceux qui s’interrogent avant de parler pour savoir ce que leurs mots vont pouvoir ajouter à la qualité du silence. De quoi entretenir une spiritualité et une mystique, mais aussi de quoi initier des actions qui devaient parler d’elles-mêmes à chacun de ceux qui en étaient les témoins avant d’en devenir les acteurs. Le calme apparent de sa personne et de ses mots n’ont jamais masqué son caractère passionné.

### Quelques formules de Jean Rodhain
À propos de l'objection de conscience :

« Objecteur de conscience ? Quelle conscience ? Il n'y a pas une conscience « spéciale » pour le devoir militaire. Cela ne veut rien dire. Ou bien on fait son devoir, ou bien on ne veut pas le faire. (...)
Dès l'instant où l'Église, en France, délègue un cardinal archevêque comme aumônier général des armées, il me semble outrecuidant de vouloir être plus évangélique que l'Église.
La conscience de Jeanne d'Arc, chef de guerre, la conscience du Père de Foucauld, officier, celle de Péguy ou celle de Saint-Exupéry, morts en soldats, valent bien celle de ces discutailleurs. (...)
L'objecteur du service militaire ira en prison ? Qu'il y aille ! Voilà la mesure que je préconise exactement. Cela fera pleurnicher une douzaine de lectrices. Cela n'a absolument aucune importance : elles seront les premières, dès la prochaine bataille, à réclamer des soldats plus nombreux pour défendre leur village. »

— Jean Rodhain, Panorama chrétien, Noël 1959, p. 26
À propos de bombardements près de Hanoï par l'armée américaine :

« Stratégiquement : c'est un succès militaire. Humainement : c'est un massacre. Chrétiennement : c'est un scandale. »

— Mgr Jean Rhodain, « Ce sont les pauvres des rizières qui paient a tous les coups. », Le Monde,‎ 6 septembre 1965
Qualités de l'homme et de la femme :

« Question. - Votre qualité préférée chez l'homme ?
Réponse. - Le travail.
Q. - Votre qualité préférée chez la femme ?
R. - Le silence. »

— Jean Rodhain, Messages du Secours Catholique, n° 207, avril 1970, p. 2

## Le pionnier
La permanence de la pauvreté au fil des siècles l’obsède. « Il y aura toujours des pauvres parmi vous, quel que soit le cadre de cette pauvreté, rappelle-t-il au père Guichardan en citant la Bible  ». « Il y a là une constante extraordinaire ». Cela ne le décourage pas. Bien au contraire ! Il y trouve matière à imaginer dans les quartiers – et à encourager – une « fermentation continuelle de la vie évangélique ». À côté de la charité des professionnels de l’activité caritative, Jean Rodhain croit passionnément à celle des invisibles, à la fois inorganisée, spontanée et féconde : de la « femme du quartier qui rend service, de la grand-mère qui s’occupe de ses voisins de palier, de l’homme faisant toutes sortes de démarches pour dépanner ses voisins ».
Jean Rodhain invite chacun à défricher des « terrains » oubliés, là où tout reste à faire pour couvrir des besoins humains ignorés. Il invite à courir des risques, à innover, et à trouver des solutions.

## Distinctions
- Officier de la Légion d'honneur (31 juillet 1959)[87]
- Croix de guerre 1939–1945, palme de bronze
- Officier de l'ordre de Léopold
- Officier de l'ordre d'Orange-Nassau

## Principales publications
- Toi aussi fais de même – La charité pour aujourd’hui. Textes de Jean Rodhain présentés par Paul Huot-Pleuroux, éd. SOS, 1980, 203 pages.
- Derniers messages, SOS, 1985, 145 pages.
- La Vierge Marie et le berger, SOS, 1988, 127 pages.
- Lourdes, des fleurs inattendues, NDL Éditions, 2005, 160 pages.
- Charité à géométrie variable, SOS et Desclée De Brouwer, 1969, 315 pages.
- Charité à géométrie variable, t. II, L’Atelier, 2006, 220 pages.
- Une charité inventive – Le père Guichardan interroge Mgr Rodhain, Le Centurion, 1975, 202 pages (livre-interview)

## Postérité
Outre les nombreux livres sur l'homme et son œuvre, un documentaire de 52 minutes, Jean Rodhain et le Secours Catholique a été réalisé en 2014 par Franck Salomé. Retraçant la jeunesse et les combats de Jean Rodhain l'ayant conduit à créer et à animer le Secours Catholique, le film sera diffusé cette même année sur KTO.
À Paris, la rue Monseigneur-Rodhain porte son nom.

#### La voix de Jean Rodhain
- Charité à l’heure exacte : « Les enfants ont besoin d’apprendre la charité »
- En ce jour de la charité : « Nous avons besoin d’apprendre pour découvrir les plus isolés, les plus abandonnés, les chômeurs, les prisonniers… »
- Charité d’aujourd’hui, justice sociale de demain : « Je suis fidèle »
- « Le Secours Catholique envoie un colis au détenu au nom de sa famille »
- Biafra : « Nous allons acheminer les secours depuis Lagos »
- Palestine : « La discussion est difficile car on cherche l’interlocuteur pouvant vous donner une réponse, ayant autorité »
- Jean Rodhain, disciple de la charité